# فراي لاغونيغرو
فراي لاغونيغرو بلدية في ولاية ميناس جيرايس في المنطقة الجنوبية الشرقية من البرازيل.